# 彭南
彭南（1911年—1995年）別名“黑面南”，是一位中国武术家。

## 生平
生前居於佛山，少時好武，曾經學習多家武術，师傅有甘珠、梁世苏和伍文龙等。自稱在中華人民共和國成立後（37岁後），曾經追随兼習洪拳及詠春拳的招就及陸錦系紅船永春拳的後人黎協篪學習。其门徒有韩广玖和甘家康等。彭南稱詠春拳創自“一塵痷主”，此並非為黎協篪或招就後人所同意的。